# Doris Leuthard

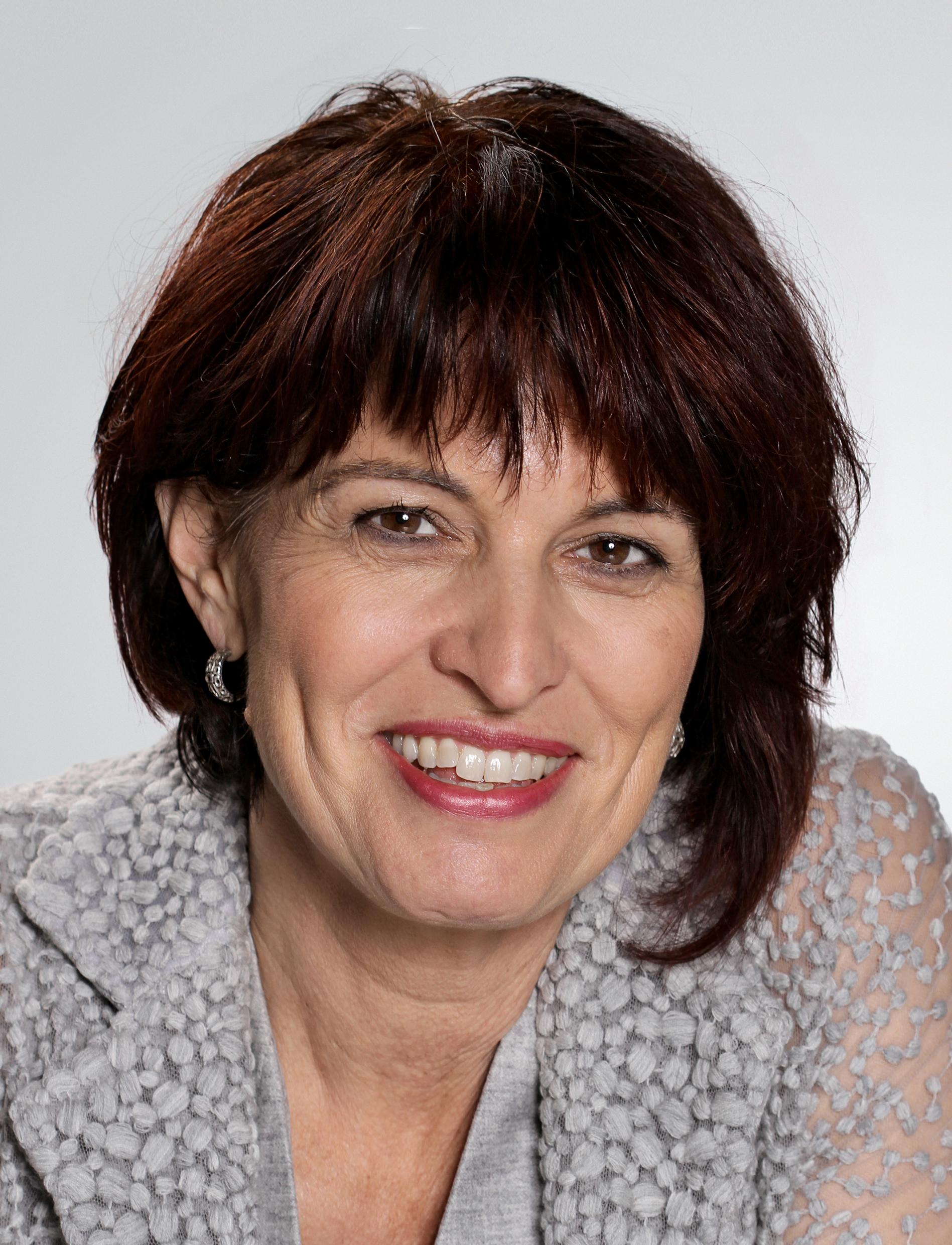
Doris Leuthard (2015)

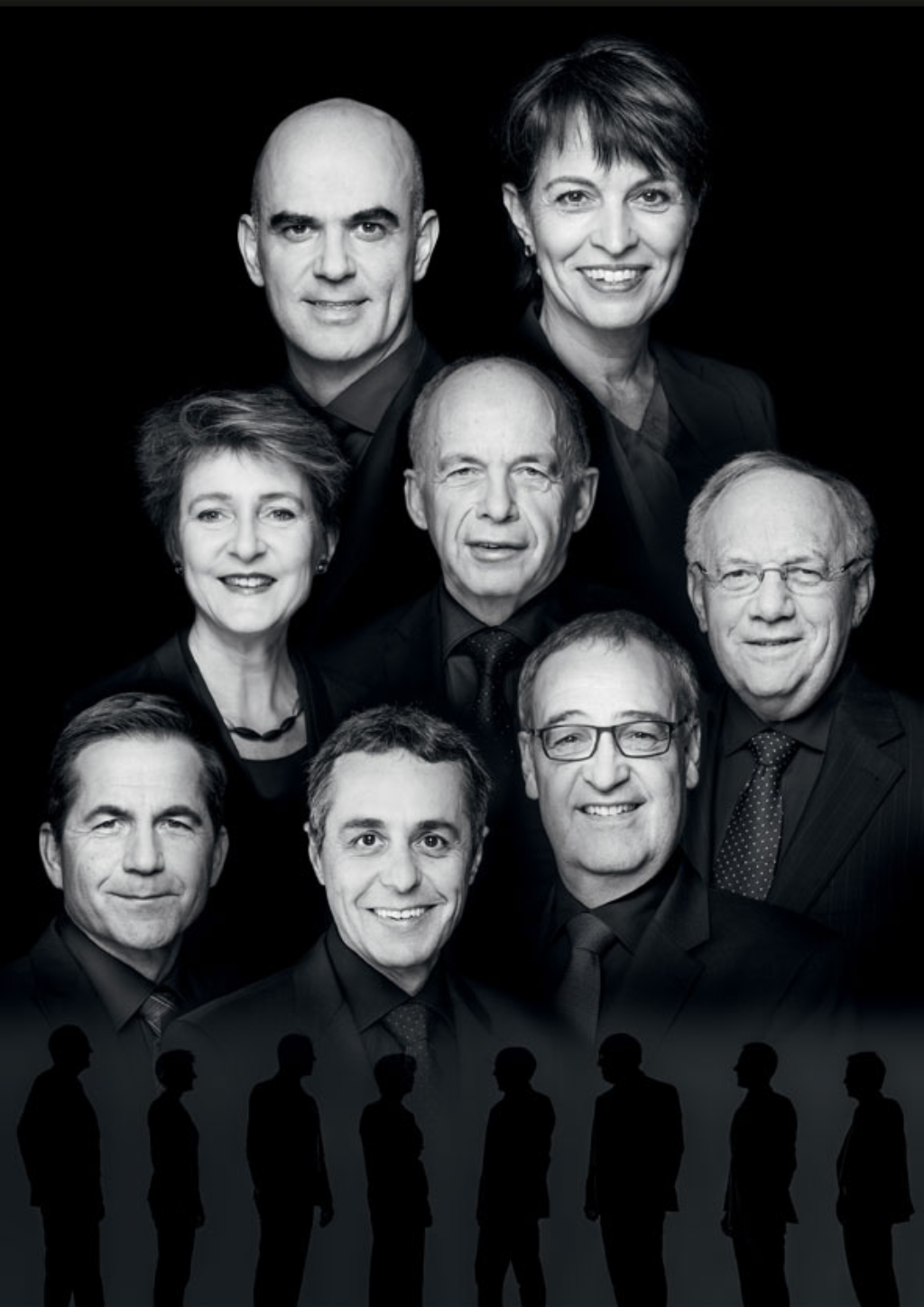
Doris Leuthard auf dem offiziellen Bundesratsfoto, 2017

Doris Leuthard (bürgerlich Doris Leuthard Hausin; * 10. April 1963 in Merenschwand; heimatberechtigt in Sarnen und Merenschwand) ist eine Schweizer Politikerin (CVP). Von 1999 bis 2006 war sie Nationalrätin, von 2004 bis 2006 Parteipräsidentin der CVP und von 2006 bis 2018 Mitglied des Schweizer Bundesrats.

## Leben
Leuthard wuchs als ältestes von vier Geschwistern auf. Ihr Vater Leonz Leuthard war viele Jahre Gemeindeschreiber von Merenschwand und sass im Grossen Rat des Kantons Aargau. Nach Abschluss der obligatorischen Schulzeit in Merenschwand und Muri besuchte sie die Kantonsschule Wohlen. Sie studierte Rechtswissenschaft an der Universität Zürich, machte Studienaufenthalte in Paris und Calgary, erlangte 1989 ein Lizenziat und 1991 das Rechtsanwaltspatent und arbeitete bis 2006 als Rechtsanwältin in Wohlen und Muri. 1999 heiratete sie den Chemiker Roland Hausin, der eine leitende Funktion bei der zum Chemiekonzern Dow Chemical gehörenden Dow Europe GmbH innehat.
Ihre politische Karriere begann 1993, als sie zur Schulrätin des Bezirks Muri gewählt wurde. 1997 folgte die Wahl in den Grossen Rat des Kantons Aargau. 1999 kandidierte sie sowohl für den Nationalrat als auch für den Ständerat. Ihr Wahlkampf sorgte für Aufsehen, da der damalige Parteisekretär der CVP Aargau, Reto Nause, Tausende von Duschmittel-Beuteln mit ihrem Porträt bedrucken und verteilen liess. Die Aargauer Zeitung kreierte die Schlagzeile «Duschen mit Doris», die zum inoffiziellen Wahlkampfspruch wurde. Zwar reichte es nicht für die Wahl zur Ständerätin, doch erreichte Leuthard bei der Wahl in den Nationalrat eines der besten kantonalen Ergebnisse.
2000 gab sie ihre Mandate als Schul- und Grossrätin ab und wurde Vizepräsidentin sowohl der Kantonalpartei als auch der CVP Schweiz. Im Nationalrat gehörte sie der Kommission für Wirtschaft und Abgaben an. Von 2002 bis 2006 sass sie im Verwaltungsrat der Neuen Aargauer Bank und der Elektrizitätsgesellschaft Laufenburg. Nach dem Rücktritt von Parteipräsident Philipp Stähelin leitete Leuthard die Partei interimistisch während einiger Monate, bis sie am 18. September 2004 zur Parteipräsidentin der CVP gewählt wurde.

## Bundesrätin
Bei der Bundesratswahl 2006 am 14. Juni wurde Leuthard bei der Nachfolgewahl für Joseph Deiss in einer Einzelkandidatur mit 133 von 234 gültigen Stimmen in den Bundesrat gewählt. Ihr Nachfolger im Nationalrat war Markus Zemp, das Parteipräsidium übernahm Christophe Darbellay. Von 2006 bis 2010 war Leuthard Vorsteherin des Eidgenössischen Volkswirtschaftsdepartements (EVD), ab 2010 stand sie dem Eidgenössischen Departement für Umwelt, Verkehr, Energie und Kommunikation (UVEK) vor.
Am 10. Dezember 2008 wählte die Vereinigte Bundesversammlung Leuthard mit 173 von 198 gültigen Stimmen zur Vizepräsidentin für das Jahr 2009. Am 2. Dezember 2009 wurde sie mit 158 von 183 gültigen Stimmen zur Bundespräsidentin des Jahres 2010 gewählt. 2016 war sie erneut Vizepräsidentin des Bundesrats, 2017 Bundespräsidentin. Am 27. September 2018 gab Leuthard ihren Rücktritt per 31. Dezember bekannt.
Unter Leuthards Vorsteherschaft im Volkswirtschaftsdepartements wurde das Freihandelsabkommen mit China vorbereitet, das ihr Nachfolger abschliessen konnte. Zudem leitete sie im Bundesrat nach der Nuklearkatastrophe von Fukushima 2011 den schrittweisen Atomausstieg ein und gilt als Initiantin der Energiewende.

### Auslandbesuche als Bundespräsidentin 2010
| Datum               | Ort                                                   | Hauptgrund |
| ------------------- | ----------------------------------------------------- | --- |
| 11. bis 13. Februar | Vancouver ( Kanada)                                   | Teilnahme an der Eröffnungsfeier der Olympischen Winterspiele und Besuch von Wettkämpfen |
| 22. Februar         | Madrid ( Spanien)                                     | Treffen mit dem spanischen König Juan Carlos I. und Ministerpräsident José Luis Rodríguez Zapatero |
| 25. und 26. Februar | Paris ( Frankreich)                                   | Teilnahme am OECD-Agrarministertreffen |
| 25. und 26. März    | Wien ( Österreich)                                    | Treffen mit Bundespräsident Heinz Fischer und Vizekanzler Josef Pröll |
| 12. und 13. April   | Washington, D.C. ( Vereinigte Staaten)                | Teilnahme am Nuklearen Sicherheitsgipfel |
| 23. April           | Berlin ( Deutschland)                                 | Treffen mit Bundeskanzlerin Angela Merkel |
| 6. und 7. Mai       | Rom ( Italien) und Vatikanstadt                       | Teilnahme an der Vereidigung der Rekruten der Päpstlichen Schweizergarde sowie Audienz bei Papst Benedikt XVI. und Treffen mit dem Staatssekretär des Vatikans, Tarcisio Bertone, sowie dem italienischen Ministerpräsidenten Silvio Berlusconi       |
| 27. und 28. Mai     | Paris ( Frankreich)                                   | Teilnahme an einer Sitzung des OECD-Rats auf Ministerebene |
| 8. Juni             | Berlin ( Deutschland)                                 | Teilnahme an der Eröffnung der Internationalen Luft- und Raumfahrtausstellung gemeinsam mit Bundeskanzlerin Angela Merkel |
| 11. Juni            | Johannesburg und Vanderbijlpark ( Südafrika)          | Treffen mit südafrikanischen Regierungsvertretern, Besuch des Eröffnungsspiels der WM 2010 sowie Besuch im Trainingscamp der Schweizer Fussballnationalmannschaft                                                                                     |
| 6. bis 8. Juli      | Jakarta und Surabaya ( Indonesien)                    | Staatsbesuch; Treffen mit Präsident Susilo Bambang Yudhoyono und weiteren indonesischen Regierungsvertretern |
| 9. Juli             | Singapur                                              | Treffen mit Präsident Sellapan Ramanathan und weiteren Regierungsvertretern |
| 19. Juli            | Brüssel ( Belgien)                                    | Treffen mit dem Präsidenten des Europäischen Rats Herman Van Rompuy und dem Präsidenten der Europäischen Kommission José Manuel Barroso |
| 21. Juli            | Paris ( Frankreich)                                   | Treffen mit Präsident Nicolas Sarkozy |
| 10. bis 14. August  | Chongqing, Shanghai und Peking ( Volksrepublik China) | Treffen mit Vertretern der chinesischen Regierung und Behörden sowie Vertretern der Schweizer Wirtschaft, Besuch der Expo 2010 sowie Treffen mit dem chinesischen Präsidenten Hu Jintao und dem Vorsitzenden des Volkskongresses Wu Bangguo in Peking |
| 26. August          | Sotschi ( Russland)                                   | Treffen mit dem russischen Präsidenten Dmitri Medwedew |
| 6. September        | Vaduz ( Liechtenstein)                                | Treffen mit dem liechtensteinischen Regierungschef Klaus Tschütscher und Erbprinz Alois |
| 23. September       | New York City ( Vereinigte Staaten)                   | Teilnahme an der Generalversammlung der Vereinten Nationen |
| 3. Oktober          | Doha ( Katar)                                         | Treffen mit dem Emir von Katar, Hamad bin Chalifa Al Thani und Premierminister Hamad ibn Dschasim ibn Dschabir Al Thani |
| 4. und 5. Oktober   | Amman ( Jordanien)                                    | Treffen mit König Abdullah II. und Premierminister Samir Rifai sowie Besuch eines Flüchtlingslagers |
| 14. und 15. Oktober | Oslo ( Norwegen)                                      | Staatsbesuch; Treffen mit König Harald und Premierminister Jens Stoltenberg |
| 1. November         | Lübeck ( Deutschland)                                 | Teilnahme am Treffen der deutschsprachigen Staatsoberhäupter |
| 8. und 9. Dezember  | Cancún ( Mexiko)                                      | Teilnahme an der UNO-Klimakonferenz |

### Auslandbesuche als Bundespräsidentin 2017
| Datum                       | Ort                                        | Hauptgrund |
| --------------------------- | ------------------------------------------ | --- |
| 6. April                    | Brüssel ( Belgien)                         | Treffen mit dem Präsidenten der Europäischen Kommission, Jean-Claude Juncker |
| 10. April                   | Tallinn ( Estland)                         | Treffen mit Präsidentin Kersti Kaljulaid und Premierminister Jüri Ratas |
| 18. bis 20. April           | Buenos Aires ( Argentinien)                | Treffen mit Präsident Mauricio Macri und weiteren Regierungsvertretern |
| 21. April                   | Lima ( Peru)                               | Treffen mit Präsident Pedro Pablo Kuczynski |
| 25. April                   | Zagreb ( Kroatien)                         | Treffen mit Präsidentin Kolinda Grabar-Kitarović und Premierminister Andrej Plenković |
| 5. und 6. Mai               | Rom ( Italien) und Vatikanstadt            | Treffen mit dem italienischen Ministerpräsidenten Paolo Gentiloni; Teilnahme an der Vereidigung der Rekruten der Päpstlichen Schweizergarde sowie Audienz bei Papst Franziskus und Treffen mit Erzbischof Paul Gallagher |
| 13. bis 15. Mai             | Peking ( Volksrepublik China)              | Treffen mit Präsident Xi Jinping und Teilnahme am OBOR-Gipfel |
| 31. Mai                     | Leipzig ( Deutschland)                     | Treffen mit den Verkehrsministern des Güterverkehrskorridors Rotterdam-Genua |
| 12. Juli                    | Accra ( Ghana)                             | Treffen mit dem ghanaischen Präsidenten Nana Addo Dankwa Akufo-Addo |
| 13. Juli                    | Cotonou, Abomey-Calavi und Ouidah ( Benin) | Treffen mit dem Präsidenten Benins, Patrice Talon, und Teilnahme an der Eröffnung einer mit Schweizer Unterstützung errichteten Schule                                                                                   |
| 16. Juli                    | London ( Vereinigtes Königreich)           | Besuch des Wimbledon-Finalspiels zwischen Roger Federer und Marin Čilić |
| 18. Juli                    | Paris ( Frankreich)                        | Treffen mit Präsident Emmanuel Macron und Premierminister Édouard Philippe |
| 7. August                   | Kopenhagen und Ilulissat ( Dänemark)       | Treffen mit Ministerpräsident Lars Løkke Rasmussen sowie Besuch des Swiss Camps auf Grönland |
| 11. August                  | Astana ( Kasachstan)                       | Treffen mit Präsident Nursultan Nasarbajew sowie Besuch der Expo 2017 |
| 31. August und 1. September | Neu-Delhi ( Indien)                        | Staatsbesuch; Treffen mit Präsident Ram Nath Kovind und Ministerpräsident Narendra Modi |
| 18. bis 20. September       | New York City ( Vereinigte Staaten)        | Teilnahme an der Generalversammlung der Vereinten Nationen |
| 27. September               | Luxemburg ( Luxemburg)                     | Teilnahme am Treffen der deutschsprachigen Staatsoberhäupter |
| 2. November                 | Sofia ( Bulgarien)                         | Treffen mit Staatspräsident Rumen Radew und Premierminister Bojko Borissow |
| 16. November                | Bonn ( Deutschland)                        | Teilnahme an der UNO-Klimakonferenz |
| 27. November                | Wien ( Österreich)                         | Teilnahme an der 17. Generalkonferenz der UNIDO sowie bilaterale Treffen mit dem österreichischen Bundespräsidenten Alexander Van der Bellen und Bundeskanzler Christian Kern                                            |
| 28. und 29. November        | Lissabon ( Portugal)                       | Treffen mit dem portugiesischen Präsidenten Marcelo Rebelo de Sousa und Ministerpräsident António Costa |
| 4. Dezember                 | Tiflis ( Georgien)                         | Treffen mit dem georgischen Präsidenten Giorgi Margwelaschwili und Premierminister Giorgi Kwirikaschwili |
| 12. Dezember                | Paris ( Frankreich)                        | Teilnahme am One Planet Summit |

## Nach dem Rücktritt aus dem Bundesrat
Seit 2019 ist sie im Verwaltungsrat von Coop (seit 2021 Vizepräsidentin) und Bell Food Group (seit 2020 Vizepräsidentin). Weitere Verwaltungsratsmandate hat sie bei Coop Pronto, der Stadler Rail und bei der Transgourmet Holding. Sie ist im Stiftungsrat der ETH Zürich Foundation, wo sie sich besonders für die Förderung der Klimaforschung einsetzt. Sie ist Präsidentin der Stiftung Swiss Digital und der Ulrico Hoepli-Stiftung. Ausserdem ist sie Co-Präsidentin des Europa Forum in Luzern, dem sogenannten Lucerne Dialogue, und Jury-Präsidentin des Green Business Award, dem Umweltpreises der Wirtschaft in Luzern.
Im Mai 2019 wurde Leuthard Ehrenbürgerin von Sarnen im Kanton Obwalden, wo die Familie ihres Mannes herstammt.

## Trivia
- Leuthard wurde 2012 Preisträgerin der Arosa Humorschaufel, eines Jurypreises des Arosa Humor-Festivals.[16]

## Dokumentation
- Die 7 Bundesrätinnen. In: SRF 1, DOK vom 29. November 2018 (50 Min.) (Videoausschnitte).